# Coupe de Chine de football 2022
Navigation
Édition précédente Édition suivante
La Coupe de Chine de football 2022 est la 24e édition de la Coupe de Chine, une compétition à élimination directe mettant aux prises des clubs de football amateurs et professionnels à travers la Chine. Elle est organisée par la Fédération chinoise de football (CFA). Le vainqueur de cette compétition se qualifie pour la Ligue des champions de l'AFC 2023-2024, accompagné des trois meilleures équipes du championnat.
Le nombre d'équipes a été réduit à 41 à la suite de la pandémie COVID-19 en Chine.

## Programme
| Tour             | Date de tirage-au-sort | Dates de match      | Clubs restants | Clubs impliqués | Vainqueurs du tour précédent | Nouvelles entrées en ce tour | Nouvelles entrées Notes |
| ---------------- | ---------------------- | ------------------- | -------------- | --------------- | ---------------------------- | ---------------------------- | --- |
| Premier tour     | 15 août 2022           | 20–22 août 2022     | 41             | 18              | aucun                        | 18                           | 18 équipes de China League One(2e sivision) 2022 |
| Deuxième tour    | 5 septembre 2022       | 16–18 novembre 2022 | 32             | 32              | 9                            | 23                           | 18 équipes de Chinese Super League 2022 Les meilleurs 3 équipes de China League Two(3e sivision) 2022 Les meilleurs 2 équipes existants non-promus de Chinese Champions League(4e sivision) 2021 |
| Troisième tour   |                        | 17-19 décembre 2022 | 16             | 16              | 16                           | aucun                        | |
| Quarts de finale |                        | aller: retour:      | 8              | 8               | 8                            | aucun                        | |
| Demi-finales     |                        | janvier 2023        | 4              | 4               | 4                            | aucun                        | |
| Finale           |                        | 15 janvier 2023     | 2              | 2               | 2                            | aucun                        | |

## Premier tour
| 20 août 2022 | Suzhou Dongwu (2)       | 2–0 | Beijing Institute of Technology F.C. (2) | Dalian Sports Centre Stadium Field No.3, Dalian |                      |
| 15:30        | *Qeyser Adiljan 16e 54e |     |                                          | Arbitrage : Ren Tong                            | Arbitrage : Ren Tong |
| 15:30        |                         |     |                                          | Arbitrage : Ren Tong                            | Arbitrage : Ren Tong |

| 20 août 2022 |  | 3–1 |  |  |  |
|              |  |     |  |  |  |

| 21 août 2022 |  | 2–2 |  |  |  |
|              |  |     |  |  |  |

| 21 août 2022 |  | 0–2 |  |  |  |
|              |  |     |  |  |  |

| 21 août 2022 |  | 4–2 |  |  |  |
|              |  |     |  |  |  |

| 21 août 2022 |  | 0–1 |  |  |  |
|              |  |     |  |  |  |

| 21 août 2022 |  | 4–2 |  |  |  |
|              |  |     |  |  |  |

| 22 août 2022 |  | 4–3 |  |  |  |
|              |  |     |  |  |  |

| 22 août 2022 |  | 0–0 |  |  |  |
|              |  |     |  |  |  |

## Deuxième tour
| 16 novembre 2022 | Jiangxi Beidamen (2) | 0–5 | Shanghai Shenhua (1)                                       | Dalian Sports Centre Stadium Field No.3, Dalian |
|                  |                      |     | 24e 57e LIU Ruofan · 35e 53e ZHU Jianrong · 81e XU Yougang |                                                 |

| 16 novembre 2022 | Shijiazhuang Gongfu (2)                           | 2–6 | Meizhou Hakka (1)                                       | Jiangning Football Training Base Field No.2, Nanjing |  |
|                  | ZHANG Hao 73e · Alexandro dos Santos Ferreira 79e |     | 14e 17e 63e 71e 87e Chisholm Ekbuchulam · 59e YANG Yihu |                                                      |  |

| 16 novembre 2022 | Jinan Xingzhou (3) | 1–0 | Changchun Yatai (1) | Jiangning Football Training Base Stadium, Nanjing |
|                  | TAN Tianzeng 6e    |     |                     |                                                   |

| 16 novembre 2022 | Sichuan Jiuniu (2) | 2–4 | Guangzhou (1)                                                     | Dalian Youth Football Training Base Main Stadium, Dalian |  |
|                  | MA Xiaolei 34e 52e |     | 4e TAN Kaiyuan · 20e LI Jiaheng · 70e LING Jie · 80e Afrden Asqer |                                                          |  |

| 16 novembre 2022 | Xi'an Ronghai (4) | 0–1 | Guangzhou City (1) | Hengbei Football Town Field No.9, Meizhou |
|                  |                   |     | 25e WU Chengrü     |                                           |

| 16 novembre 2022 | Chengdu Rongcheng (1)                      | 3–0 | Hebei (1) | Shuangliu Sports Centre, Chengdu |
|                  | WU Guichao 1re · GAN Rui 43e · LIU Bin 66e |     |           |                                  |

| 17 novembre 2022 | Qingdao Hainiu (2) | 0–2 | Shandong Taishan (1)       | Tangshan Nanhu City Football Training Base Field No.1, Tangshan |
|                  |                    |     | 18e LIU Yang · 37e CHEN Pu |                                                                 |

| 17 novembre 2022 | Dandong Tengyue (3) | 1–5 | Wuhan Three Towns (1)                                                               | Jiangning Football Training Base Stadium, Nanjing |  |
|                  | GAO Haisheng 78e    |     | 36e QU Cheng · 42e DUAN Yunzi · 57e XIA Xiaoxi · 70e TAO Qianglong · 85e REN Xiqing |                                                   |  |

| 17 novembre 2022 | Kunshan (2) | 0–4 | Tianjin Jinmen Tiger (1)                               | Dalian Youth Football Training Base Main Stadium, Dalian |
|                  |             |     | 38e PIAO Taoyu · 46e 59e XIE Weijun · 89e ZHAO Yingjie |                                                          |

| 17 novembre 2022 | Yanbian Longding (3) | 1–5 | Cangzhou Mighty Lions (1)                                                         | Jiangning Football Training Base Field No.2, Nanjing |  |
|                  | LIU Bo 85e           |     | 35e (pen.) LIU Xinyu · 53e 70e ZANG Yifeng · 75e Sabit Abdulsalam · 80e ZHANG Yue |                                                      |  |

| 17 novembre 2022 | Guangxi Pingguo Haliao (2) | 1–4 | Henan Songshan Longmen (1)                                       | Tangshan Nanhu City Football Training Base Field No.3, Tangshan |  |
|                  | TAO Yuan 72e               |     | 30e Qum Parmanzan · 89e 90+4e HUANG Zichang · 90+2e ZHONG Jinbao |                                                                 |  |

| 17 novembre 2022 | Zibo Cuju (2)   | 1–0 | Shenzhen (1) | Dalian Sports Centre Stadium Field No.3, Dalian |
|                  | JI Shengfan 53e |     |              |                                                 |

| 17 novembre 2022                  | Beijing Guoan (1)                       | 2–2                                        | Jingchuan Wenhui (4)   | Rizhao International Football Center, Rizhao |  |
|                                   | LIU Guobo 35e · CAO Yongjing 54e (pen.) |                                            | 4e ? · 70e LIU Jianxin |                                              |  |
| Réussi · Réussi · Réussi · Manqué | Tirs au but 3 - 5                       | Réussi · Réussi · Réussi · Réussi · Réussi |                        |                                              |  |

| 18 novembre 2022 | Nanjing City (2) | 0 - 5 | Shanghai Port (1)                                                   | Jiangning Football Training Base Stadium, Nanjing |
|                  |                  |       | 22e Paulinho · 46e WANG Shenchao · 52e 63e PENG Jin · 59e RÜ Wenjun |                                                   |

| 18 novembre 2022                                                               | Suzhou Dongwu (2)                    | 2 - 2                                                                          | Wuhan Yangtze River (1)            | Dalian Youth Football Training Base Main Stadium, Dalian |  |
|                                                                                | LI Haowen 10e · CAO Xiaoyi 73e (csc) |                                                                                | 48e WANG Jinbin · 71e HUANG Xuheng |                                                          |  |
| Manqué · Réussi · Réussi · Réussi · Réussi · Manqué · Réussi · Réussi · Réussi | Tirs au but 7 - 6                    | Manqué · Réussi · Réussi · Réussi · Réussi · Manqué · Réussi · Réussi · Manqué |                                    |                                                          |  |

| 18 novembre 2022 | Dalian Pro (1) | 0 - 1 | Zhejiang (1)     | Dalian Sports Centre Stadium, Dalian |
|                  |                |       | 39e SUN Zheng'ao |                                      |

## Troisième tour
| 18 décembre 2022Annulé | Shandong Taishan (D1) | 3 - 0 Annulé | Zibo Cuju (D2)Forfait | Stade du Centre des Sports de Jinjiang, Jinjiang |  |
|                        |                       |              |                       |                                                  |  |

| 18 décembre 2022 | Jingchuan Wenhui (D4) | 2 - 3 | Jinan Xingzhou (D3) | Jiangning Football Training Base Stadium, Nanjing |  |
|                  |                       |       |                     |                                                   |  |

| 18 décembre 2022 Annulé | Wuhan Three Towns (D1) | 3 - 0 Annulé | Tianjin Jinmen Tigers (D1)Forfait | Centre des Sports de Wuhan, Wuhan |  |
|                         |                        |              |                                   |                                   |  |

| 18 décembre 2022 | Cangzhou Mighty Lions (D1) | 3 - 1 | Guangzhou FC (D1) | Haikou Mission Hills Football Training Base Stadium, Haikou |  |
|                  |                            |       |                   |                                                             |  |

| 19 décembre 2022 | Zhejiang Professional (D1) | 3 - 0 | Guangzhou City (D1) | Centre des Sports olympiques de Huzhou, Huzhou |  |
|                  |                            |       |                     |                                                |  |

| 19 décembre 2022Annulé | Shanghai Port (D1) | 3 - 0 Annulé | Suzhou Dongwu (D2)Forfait | Jinjiang Football Training Center Stadium, Jinjiang |  |
|                        |                    |              |                           |                                                     |  |

| 19 décembre 2022 | Chengdu Rongcheng (D1) | 3 - 0 | Meizhou Hakka (D1) | Centre des Sports de Shuangliu, Chengdu |  |
|                  |                        |       |                    |                                         |  |

| 19 décembre 2022Annulé | Henan Songshan Longmen (D1)Forfait | 0 - 3 Annulé | Shanghai Shenhua (D1) | Haikou Mission Hills Football Training Base Stadium, Haikou |  |
|                        |                                    |              |                       |                                                             |  |

## Quarts de finale
Les quarts de finale aller ont lieu le 4 et 5 janvier 2023, et le retour le 7 et 8 janvier 2023.
| Division | Club             | Aller | Total | Retour | Club                  | Division |
| -------- | ---------------- | ----- | ----- | ------ | --------------------- | -------- |
| (D1)     | Shandong Taishan | 3-1   | 6-1   | 3-0    | Wuhan Three Towns     | (D1)     |
| (D1)     | Shanghai Shenhua | 5-1   | 7-1   | 2-0    | Cangzhou Mighty Lions | (D1)     |
| (D1)     | Shanghai Port    | 4-0   | 8-0   | 4-0    | Chengdu Rongcheng     | (D1)     |
| (D1)     | Zhejiang FC      | 3-0   | 5-1   | 2-1    | Jinan Xingzhou        | (D3)     |

## Demi-finales
| Division | Club             | Résultat                    | Club             | Division |
| -------- | ---------------- | --------------------------- | ---------------- | -------- |
| (D1)     | Shanghai Shenhua | 0 - 2                       | Shandong Taishan | (D1)     |
| (D1)     | Zhejiang FC      | 0 - 0 5 - 3 aux tirs au but | Shanghai Port    | (D1)     |

| 11 janvier 2023 | Shanghai Shenhua | 0 - 2 | Shandong Taishan                  | Stade du Centre des Sports de Suzhou, Suzhou |                        |
| 14h00 UTC+8     |                  |       | SONG Long 77e · Moisés 84e (pen.) | Arbitrage : SHI Zhenlu                       | Arbitrage : SHI Zhenlu |

| janvier 2023 | Zhejiang FC                                             | 0 - 0             | Shanghai Port                               | Stade du Centre des Sports olympiques de Suzhou, Suzhou |                      |
| 16h30 UTC+8  |                                                         |                   |                                             | Arbitrage : WANG Zhe                                    | Arbitrage : WANG Zhe |
| 16h30 UTC+8  | Andrijašević · Lucas · Yao Junsheng · Gao Di · Mushekwi | Tirs au but 5 - 3 | Lü Wenjun · Wu Lei · Vargas · Zhang Linpeng | Arbitrage : WANG Zhe                                    | Arbitrage : WANG Zhe |

## Finale
| Division | Club             | Résultat | Club        | Division |
| -------- | ---------------- | -------- | ----------- | -------- |
| (D)      | Shandong Taishan |          | Zhejiang FC | (D)      |

| 15 janvier 2023 | Shandong Taishan | Match 44 | Zhejiang FC | Stade du Centre des Sports (olympiques) de Suzhou, Suzhou |
| 15h30 UTC+8     |                  |          |             |                                                           |